# Jan ten Doornkaat Koolman (Politiker)
Jan ten Doornkaat Koolman (* 1. Oktober 1815 in Norden; † 17. April 1889 ebenda) war Unternehmer, Pomologe und Mitglied des Deutschen Reichstags.

## Leben
Ten Doornkaat war der Sohn von Jan ten Doornkaat Koolman, dem Gründer des Unternehmens Doornkaat. Bis zu seinem 16. Lebensjahr besuchte er in Norden die lateinische Schule und trat dann bei einem dortigen Buchbinder in die Lehre. Nach beendigter Lehrzeit trat er im Alter von 20 Jahren in das väterliche Brennereigeschäft ein, das er 1846 gemeinsam mit seinem Bruder Fiepko ten Doornkaat Koolman übernahm und seitdem unter dem Firmennamen Jan ten Doornkaat Koolman Söhne weiterführte. Er hatte sich zuvor  mit Landwirtschaft und Pomologie beschäftigt und unternahm Reisen als Ausschussmitglied des Deutschen Pomologenvereins. Er war Herausgeber der Pomologischen Notizen und des umfassenden Ostfriesischen Wörterbuchs. Weiter war er Mitglied der Maatschappij der Nederlandse Letterkunde zu Leiden. Ten Doornkaat war von 1850 bis 1856 Senator und später Bürgervorsteher der Stadt Norden.
Zwischen 1857 und 1867 war er Mitglied des Preußischen Abgeordnetenhauses und von 1869 bis 1871 des Norddeutschen Reichstags. Von 1877 bis zu seiner Mandatsniederlegung im August 1879 war er Mitglied des Deutschen Reichstages für die Nationalliberale Partei und den Wahlkreis Provinz Hannover 1 (Emden, Leer, Norden).